# Mem Fernandes II de Bragança
Mem Fernandes II de Bragança (por vezes designado Mendo Fernandes) (antes de 1130 - depois de 1161) foi um fidalgo medieval do Reino de Portugal, tendo ocupado o cargo de Alferes-mor entre 1146 e 1147[a]. Também terá ocupado o mesmo cargo no Reino de Leão, entre 1156/7 e 1169.

## Primeiros anos
Mem era o segundo filho de Fernão Mendes II de Bragança e da sua primeira esposa, Teresa Soares da Maia, pertencendo desta forma a uma das mais notáveis linhagens do Reino de Portugal, os Bragançãos. Esta família reveste-se de especial importância, pois para além do seu domínio incontestável na atual região de Trás-os-Montes, que integrava os seus domínios fronteiriços, que podiam facilmente mudar a fação do reino que apoiava (entre Portugal e Leão), destacava-se a sua reputação de valentes guerreiros. A acrescentar a estas qualidades, e a acreditar nos Livros de Linhagens, o seu bisavô, Fernão Mendes I, teria casado com uma infanta filha de Afonso VI de Leão, dando-lhe desta forma um poder equiparável ao do seu suposto cunhado Henrique de Borgonha. 

## A política

### Em Portugal
Mem Fernandes encontra-se pouco ligado ao "território paterno", mas no entanto está atestado como alferes-mor de Afonso I de Portugal entre 1146 e 1147, ou seja, num período especialmente complicado na reconquista encetada por este rei, uma vez que coincide com as conquistas de Santarém e Lisboa. Este facto parece deixar entrever não só o seu grande valor militar, como também a confiança inabalável que Afonso I começara a depositar na sua família.  Deverá ter permanecido na corte depois da sua saída do cargo, em 1148, até por volta de 1156/7, quando se parece ter envolvido num conflito de interesses subsequente à Conquista de Lisboa, causando uma certa distância entre este rico-homem e Afonso I. Porém parece ter iniciado carreira simultaneamente em Leão logo nos inícios de 1150, porque ainda se encontra num documento de Afonso VII de Leão, de 3 de agosto de 1153. Provavelmente estando entre os dois reinos até 1156/57, e só nesse período tenha abandonado Portugal.

### Em Leão
Sabe-se que por volta de 1156/7 está documentado em Leão, onde entrou ao serviço do rei Fernando II, do qual foi igualmente Alferes-mor até 1159, sendo já provável a sua presença no célebre Motim de La Trucha. Esta repentina passagem demonstrava o quão facilmente e frequentemente poderiam os senhores de Bragança ter mudado de fações, aproveitando o posicionamento estratégico de fronteira do seu território e as querelas políticas entre os reinos vizinhos de Portugal e Leão, por forma a obterem maiores poderes de ambas os lados.
Esta aproximação a Leão poderá ser não mais que uma estratégia familiar de dualidade política, uma vez que ao mesmo tempo que tomava a alferesia em Leão, o seu irmão mais velho, Pedro Fernandes de Bragança, ascendia na corte portuguesa para se tornar Mordomo-mor em 1169, cargo que manteria até 1175.

## Morte e posteridade
Mem surge pela última vez na documentação em 1161, pouco depois de ter deixado o cargo de alferes em Leão. É possível que tenha caído doente e ter falecido da doença, ou que possa ter sido ferido mortalmente em batalha. Não casou nem deixou quaisquer descendentes.